# Neodermata
Neodermata es un grupo de gusanos platelmintos caracterizados por su condición de parásitos. En muchos subgrupos hay una etapa de larva de natación libre. Es llamativo la presencia de una epidermis ciliada (típica de la mayoría de los platelmintos) que se desprende en los gusanos adultos, siendo reemplazada por un sincitio llamado tegumento o neodermis. Otros caracteres encontrados están relacionados con la anatomía del protonefridio y las raicillas de los cilios locomotores epidérmicos.

## Filogenia
La monofilia de Neodermata está consensuada tanto por sus similitudes morfológicas como por los datos moleculares. Este grupo evolucionó a partir de platelmintos de vida libre (turbelarios) y el clado hermano es Bothrioneodermata.